# Cricotopus zealandicus
Cricotopus zealandicus är en tvåvingeart som beskrevs av Freeman 1959. Cricotopus zealandicus ingår i släktet Cricotopus och familjen fjädermyggor. Inga underarter finns listade i Catalogue of Life.